# Pure (The Jesus Lizard)
Pour les articles homonymes, voir Pure (homonymie).
Albums de The Jesus Lizard
Head
(1990)
Pure est le premier disque de The Jesus Lizard ; il s'agit d'un maxi sorti en 1989 sur le label Touch and Go Records de Chicago.
Les « cinq chansons lacérées de cris » de Pure sont enregistrées de façon artisanale. L'usage d'une boîte à rythmes notamment explique que certains relèguent dans un premier temps le groupe au simple rang d'ersatz de Big Black ; la présence d'un batteur sur les enregistrements suivants n'empêchera pas la persistance de ce jugement, et l'on peut penser que le fait d'être étiqueté "Albini" a joué en faveur de la signature du groupe avec un major quelques années plus tard.
"Blockbuster" a été repris par les Melvins accompagnés du chanteur David Yow sur l'album The Crybaby (1999).

## Liste des titres
| 1.    | Blockbuster               | 3:29 |
| 2.    | Bloody Mary               | 1:59 |
| 3.    | Rabid Pigs                | 2:09 |
| 4.    | Starlet                   | 2:42 |
| 5.    | Breaking Up is Hard to Do | 3:54 |
| 14:18 |                           |      |

## Crédits
- David Wm. Sims - Basse
- Duane Denison - Guitare
- David Yow - Chant
- Producteur - The Jesus Lizard, Steve Albini